# Bristol-Myers Squibb
Bristol-Myers Squibb, è una delle principali aziende farmaceutiche a livello mondiale. La società ha sede a New York ed è quotata al NYSE.
Produce farmaci da prescrizione in diverse aree terapeutiche, tra cui il cancro, l'HIV/AIDS, le malattie cardiovascolari, il diabete, l'epatite, l'artrite reumatoide e i disturbi psichiatrici.

## Storia
La società ha raggiunto l'attuale assetto nel 1989, quando è stata attuata la fusione tra due aziende storiche del settore farmaceutico:
- la Bristol-Myers Company, fondata nel 1887 da William McLaren Bristol e John Ripley Myers allo scopo di rilevare una preesistente società in stato fallimentare, la Clinton Pharmaceutical Company;
- la Squibb Corporation, fondata nel 1858 da Edward Robinson Squibb.

La fusione è stata effettuata attraverso l'incorporazione della Squibb nella Bristol-Myers.
Nel luglio 2009 si espande negli anticorpi acquisendo per 2,4 miliardi di dollari Medarex. Nell'ottobre 2010 acquisisce Zymogenetics (epatite C e cancro). Nello stesso anno Lamberto Andreotti è nominato CEO dopo aver ricoperto il ruolo di responsabile delle operazioni farmaceutiche in tutto il mondo. Nel gennaio 2012 la società rileva per 2,5 miliardi di dollari in contanti la Inbitex per rafforzare la sua posizione nel settore dei farmaci contro l'epatite C e così competere con Gilead/Pharmasset. L'accordo è completato in soli due mesi grazie al premio del 126% sull'ultimo prezzo di negoziazione. Sempre nello stesso anno, in giugno, acquista Amylin Pharmaceuticals Inc per 5,3 miliardi di dollari, anche questi in contanti. AstraZeneca, che già collabora in diversi trattamenti per il diabete con BMS, pagherà 3,4 miliardi di dollari in contanti per i diritti a sviluppare i prodotti Amylin.
Con una capitalizzazione di mercato di 87 miliardi di dollari e un apprezzamento delle azioni del 61,4%, Bristol-Myers Squibb è classificata come la migliore azienda farmaceutica del 2013 da Forbes Magazine. Sempre nel 2013 la società paga una multa di 18 milioni di dollari per aver negli anni passati evaso il fisco.
Il 3 gennaio 2019 la società ha annunciato l'acquisto della società biofarmaceutica Celgene, con sede nel New Jersey, per un valore di 74 miliardi di dollari, parte in azioni (ultima seduta di BMS a 52,43 dollari) e parte cash (50 dollari per ciascun titolo). Con la transazione, tra le più grandi nel settore farmaceutico, nasce un leader nei trattamenti contro il cancro e le malattie immunologiche. Gli azionisti Bristol-Myers Squibb avranno circa il 69% della nuova società, quelli di Celgene circa il 31%.

## Produzione
La produzione del gruppo Bristol-Myers Squibb si articola in tre grandi divisioni:
- la Divisione farmaceutica, di gran lunga la più importante e che rappresenta oltre il 70% del fatturato globale del gruppo, specializzata nella produzione di farmaci diversi, in particolare per i settori:
  - Antibiotico e antinfettivo
  - Antivirale
  - Cardiologico
  - Terapia del dolore
  - Neuroscienze
  - Oncologia
- la Divisione cibi dietetici, in particolare prodotti per l'alimentazione dei bambini
- la Divisione articoli sanitari diversi.

## Dati economici
Nel 2017 il gruppo ha toccato i 20,788 miliardi di dollari rispetto ai 19,4 miliardi del 2016 con un utile di 975 milioni. La capitalizzazione a Wall Street è nel 2016 di oltre 106 miliardi di dollari.

## Struttura
I siti primari di R & S di BMS si trovano a Lawrence, nel New Jersey (precedentemente Squibb, vicino a Princeton) e a Wallingford, nel Connecticut (ex Bristol-Myers);  con altri siti a East Syracuse, New York; Princeton Pike, Hopewell township e New Brunswick, nel New Jersey, e a Swords, in Irlanda; Braine-l'Alleud, Belgio; Tokyo, Giappone; Bangalore, India.
In Italia il gruppo è rappresentato dalla Bristol-Myers Squibb s.r.l., attivo dal 1946, con un ufficio di rappresentanza a Roma. Sono 17 le nuove molecole (di cui 10 biotech) allo studio della filiale italiana che collabora con Ieo e Istituto dei tumori di Milano. Lo storico stabilimento di Anagni (FR) è stato ceduto nel 2020 a Catalent (Blackstone Group, che poi l'ha ceduta a Novo Nordisk), ma continua a produrre farmaci BMS.

## Suoi prodotti
- Entecavir (Baraclude)
- Apixaban (Eliquis)
- Warfarin (Coumadin)
- Abatacept (Orencia)
- Dasatinib (Sprycel)
- Atazanavir (Reyataz)
- Daclatasvir (Daklinza)
- Ipilimumab (Yervoy)
- Nivolumab (Opdivo)
- Elotuzumab (Empliciti)